# Cyklotrasa Radegast Opava
Cyklotrasa Radegast Opava, nazývaná také Radegast Cyclotrak‎, je okružní obousměrná dálková cyklotrasa v okrese Opava a okrese Bruntál. Geograficky se nachází v Horním Slezsku v geomorfologických celcích Opavská pahorkatina a Nízký Jeseník (podcelky Vítkovská vrchovina, Stěbořická vrchovina a Bruntálská vrchovina) a v Moravskoslezském kraji.

## Historie a popis
Poměrně fyzicky náročná cyklotrasa Radegast Opava byla postavena v roce 2005. Začíná např. u řeky Opava v Opavě-Předměstí a pokračuje přes Jaktař, Zlatníky, Stěbořice, Nový Dvůr, Hlavnice, Sádek, Velké Heraltice, Košetice Svobodné Heřmanice, Bratříkovice, Hlavnice, Litultovice, Dolní Životice, Mikolajice, Štáblovice, Vendelín, Žimrovice, Hradec nad Moravicí, Jakubčovice, míjí Hlubočec a pokračuje přes Raduň, Suché Lazce, Nové Sedlice, Štítina, Kravaře, Velké Hoštice, Malé Hoštice, Opava-Předměstí. Její délka je cca 90 km a spojuje také řeky Moravici a Opavu. Vede rozmanitou „zvlněnou“ krajinou s mnoha geologickými, historickými, vojenskými a přírodními zajímavostmi Slezska. Je nejdelší z „Radegastských“ cyklotras.

## Další informace
Cyklotrasa je celoročně volně přístupná a navazuje se nebo se prolíná s dalšími cyklickými a turistickými trasami, např. Cyklistická trasa 55 aj.

## Galerie

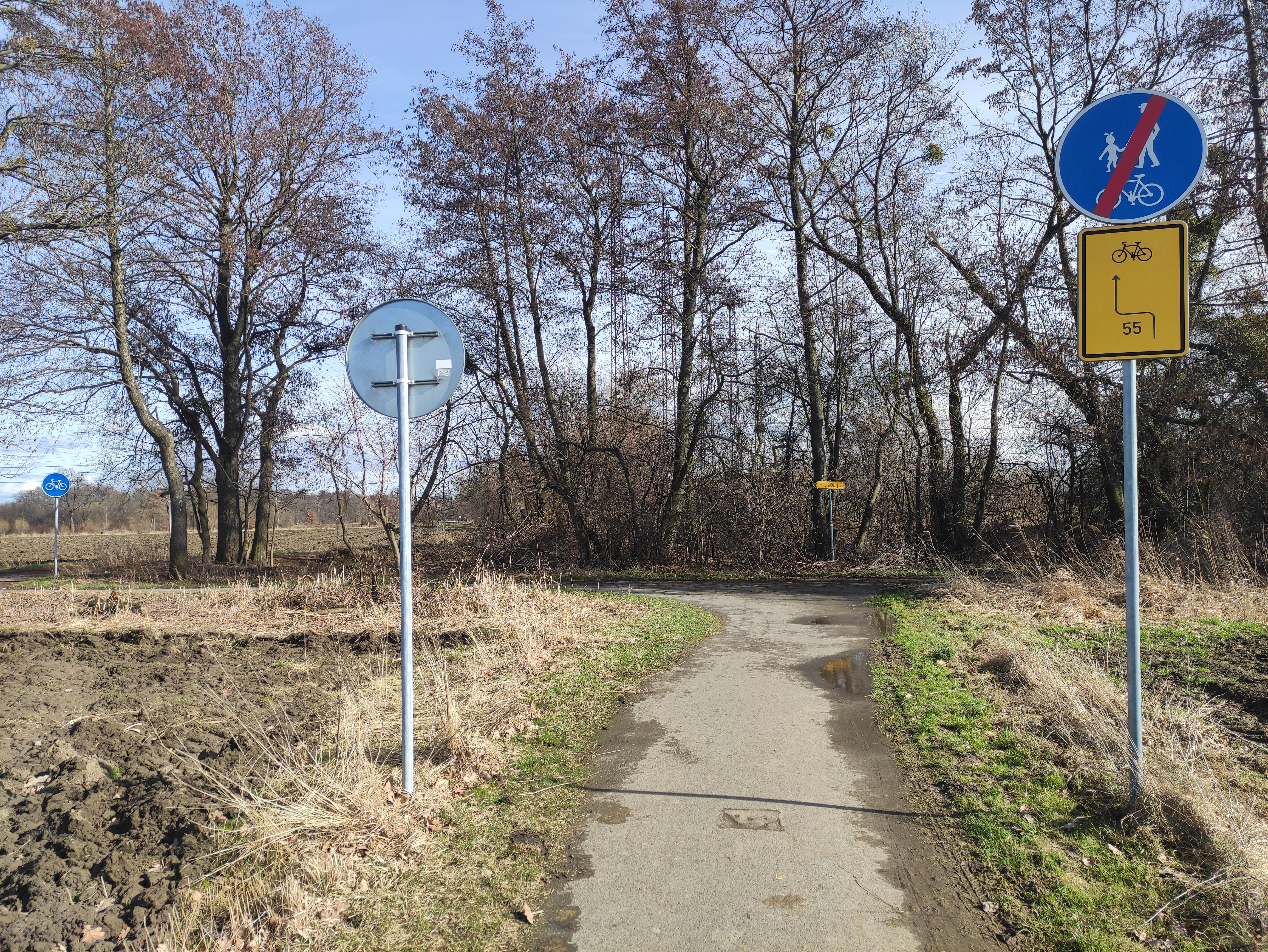
Velké Hoštice
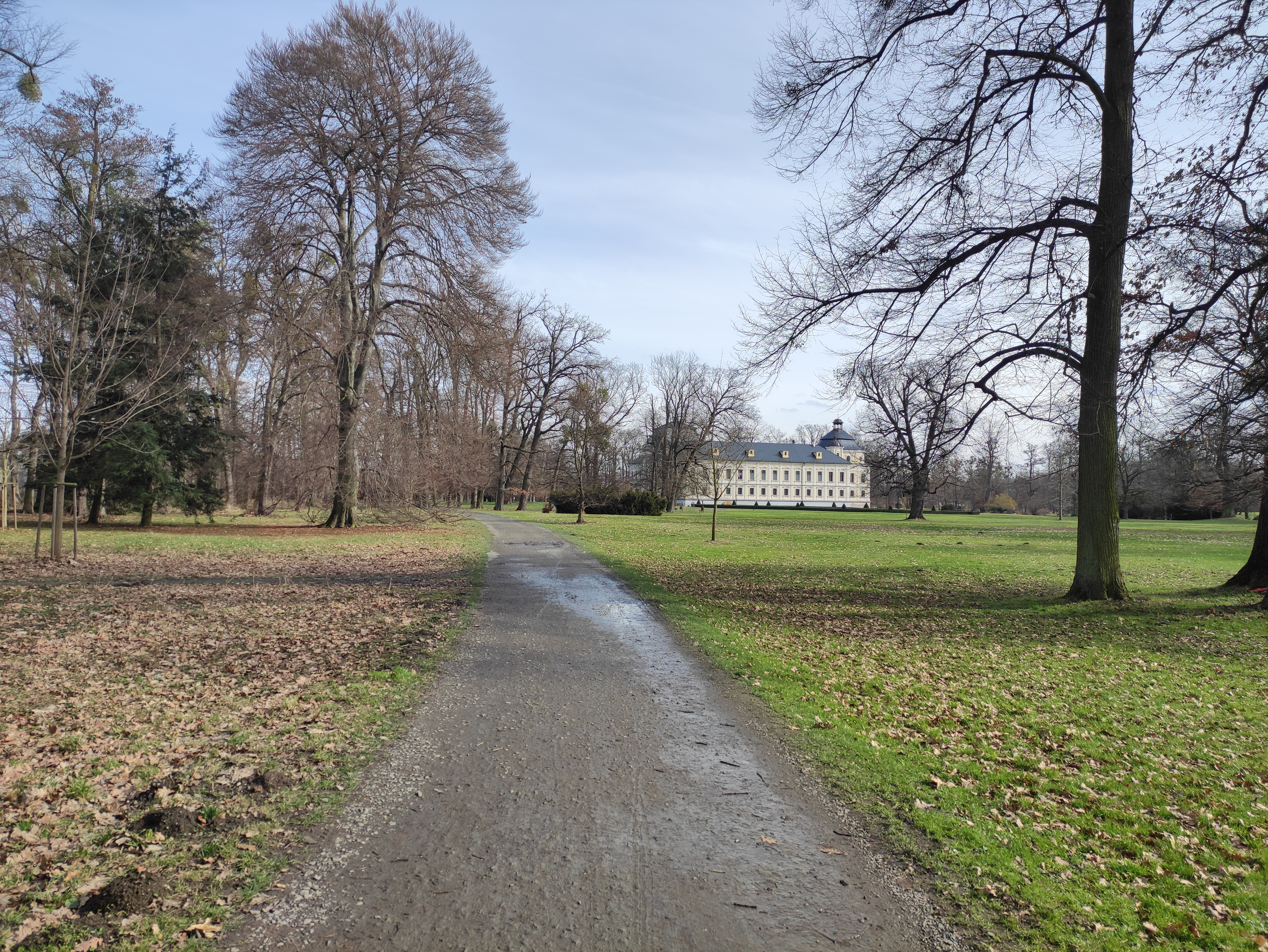
Kravaře